# Auqatty
Auqatty (kasachisch Ауқатты, russisch Аухатты) ist ein Ort im Südosten des Gebietes Schambyl in Kasachstan.

## Geografie
Auqatty befindet sich im Bezirk Qordai im Südosten des Gebietes Schambyl. Es liegt rund 40 Kilometer südöstlich von Qordai und ist etwa 45 Kilometer östlich von der kirgisischen Hauptstadt Bischkek entfernt. Auqatty liegt am rechten Ufer des Flusses Schu, der auch die Grenze zu Kirgisistan darstellt. Das Wasser des Schu wird in der Region zur intensiven Bewässerung in der Landwirtschaft genutzt. Auf der anderen Seite des Flusses liegt das Dorf Iwanowka.
Das Klima in Auqatty ist ein kaltes gemäßigtes Kontinentalklima. Das ganze Jahr über gibt es erheblichen Niederschlag, die durchschnittliche Jahresniederschlagsmenge beträgt 1400 mm. Der trockenste Monat ist der Januar. Im Januar ist der Niederschlag am geringsten, die meisten Niederschläge fallen im Juli. Die Jahresdurchschnittstemperatur liegt bei etwa 9 °C, der Juli ist der wärmste Monat des Jahres, die durchschnittlichen Temperaturen liegen dann bei 21 °C. Der Januar ist mit einer durchschnittlichen Temperatur von −5 °C der kälteste Monat.

## Geschichte
Bis 1993 hieß der Ort Kischmischi.

## Bevölkerung
Bei der Volkszählung 1999 wurde für Auqatty eine Einwohnerzahl von 4145 Menschen angegeben. Bei der Volkszählung im Jahr 2009 hatte der Ort 5880 Einwohner. Bei der letzten Volkszählung 2021 lebten 6672 Menschen in Auqatty. Die Mehrheit der Bewohner des Dorfes gehören der Volksgruppe der Dunganen an.
| Einwohnerentwicklung               | Einwohnerentwicklung | Einwohnerentwicklung |
| 1999                               | 2009                 | 2021                 |
| ---------------------------------- | -------------------- | -------------------- |
| 4145                               | 5880                 | 6672                 |
| Anmerkung: Volkszählungsergebnisse |                      |                      |